# ニナ・イヴァノヴァ
ニナ・イヴァノヴァ（ブルガリア語: Нина Иванова、英語: Nina Ivanova, 1986年11月19日 - ）は、ブルガリア出身の女性フィギュアスケート選手（ペア、女子シングル）。パートナーはフィリプ・ザレウシキー。
ペア種目で世界フィギュアスケート選手権ブルガリア代表（2009年、2010年）。ヨーロッパフィギュアスケート選手権ブルガリア代表（2009年、2010年）。2009年ゴールデンスピン3位。

## 経歴
1986年ブルガリアソフィア生まれ。1994年にスケートを始める。
女子シングルの選手として2003-04年シーズンからISUジュニアグランプリに参戦。2005年世界ジュニアフィギュアスケート選手権ではブルガリア代表となるが、この大会を最後に女子シングルでの国際競技会出場がなくなった。
2006-07年シーズンにペアに転向。レリ・ケンチャゼとのペアを経て2008年にウクライナのフィリプ・ザレウシキーとのペアを結成（ペアはブルガリアに所属）。2009年、2010年のヨーロッパフィギュアスケート選手権、世界フィギュアスケート選手権にブルガリア代表として出場。また2009年ゴールデンスピンでは3位の成績を修めた。

## 主な戦績

### ペア
| 大会/年          | 2008-09 | 2009-10 |
| ---------------- | ------- | ------- |
| 世界選手権       | 23      | 23      |
| 欧州選手権       | 21      | 16      |
| ゴールデンスピン | 6       | 3       |

#### 詳細
| 2009-2010 シーズン    |                                              |          |          |           |
| 開催日                | 大会名                                       | SP       | FS       | 結果      |
| 2010年3月23日 - 24日  | 世界フィギュアスケート選手権（トリノ）       | 23 36.84 | -        | 23        |
| 2010年1月19日 - 20日  | ヨーロッパフィギュアスケート選手権（タリン） | 15 38.56 | 16 67.75 | 16 106.31 |
| 2009年12月11日 - 12日 | ゴールデンスピン（ザグレブ）                 | 3 38.97  | 3 67.01  | 3 105.98  |

| 2008-2009 シーズン    |                                                  |          |         |        |
| 開催日                | 大会名                                           | SP       | FS      | 結果   |
| 2009年3月24日 - 25日  | 世界フィギュアスケート選手権（ロサンゼルス）     | 23 34.58 | -       | 23     |
| 2009年1月20日 - 25日  | ヨーロッパフィギュアスケート選手権（ヘルシンキ） | 21 32.44 | -       | 21     |
| 2008年11月15日 - 16日 | ゴールデンスピン（ザグレブ）                     | 7 33.11  | 6 60.19 | 6 93.3 |

### シングル
| 大会/年                   | 2000-01 | 2001-02 | 2002-03 | 2003-04 | 2004-05 |
| ------------------------- | ------- | ------- | ------- | ------- | ------- |
| クリスタルスケート        | 2 J     |         | 8       |         |         |
| 世界Jr.選手権             |         |         |         |         | 20 QR   |
| JGPハルギタ杯             |         |         |         |         | 25      |
| JGPベオグラード・スパロー |         |         |         |         | 21      |
| JGPスケートスロバキア     |         |         |         | 20      |         |
| JGPソフィア杯             |         |         |         | 19      |         |

#### 詳細
| 2004-2005 シーズン   |                                                              |          |          |          |         |
| 開催日               | 大会名                                                       | 予選     | SP       | FS       | 結果    |
| 2005年2月28日-3月6日 | 2005年世界ジュニアフィギュアスケート選手権（キッチナー）     | 20 45.40 | -        | -        | -       |
| 2004年10月14日-17日  | ISUジュニアグランプリ ハルギタ杯（ミエルクレア＝チュク）     | -        | 25 23.97 | 25 44.23 | 25 68.2 |
| 2004年9月23日-26日   | ISUジュニアグランプリ ベオグラード・スパロー（ベオグラード） | -        | 22 25.4  | 21 42.3  | 21 67.7 |

| 2003-2004 シーズン   |                                                            |    |    |      |
| 開催日               | 大会名                                                     | SP | FS | 結果 |
| 2003年9月18日 - 21日 | ISUジュニアグランプリ スケートスロバキア（ブラチスラヴァ） | 18 | 20 | 20   |
| 2003年9月11日 - 14日 | ISUジュニアグランプリ ソフィア杯（ソフィア）               | 21 | 19 | 19   |

| 2002-2003 シーズン    |                                  |    |    |      |
| 開催日                | 大会名                           | SP | FS | 結果 |
| 2002年11月22日 - 24日 | クリスタルスケート（ブカレスト） | 7  | 8  | 8    |